# Lutica
Lutica (bułg. Лютица) – starożytna twierdza położona w okolicy współczesnego miasta Iwajłowgrad w Bułgarii. 
Twierdza została założona ok. IV w. n.e., zaś została opuszczona w XVIII wieku. W średniowieczu kontrola nad twierdzą przechodziła pomiędzy rękami Bułgarów a Bizantyjczyków. Między IX a XVII wiekiem Lutica pełniła też rolę stolicy biskupiej.

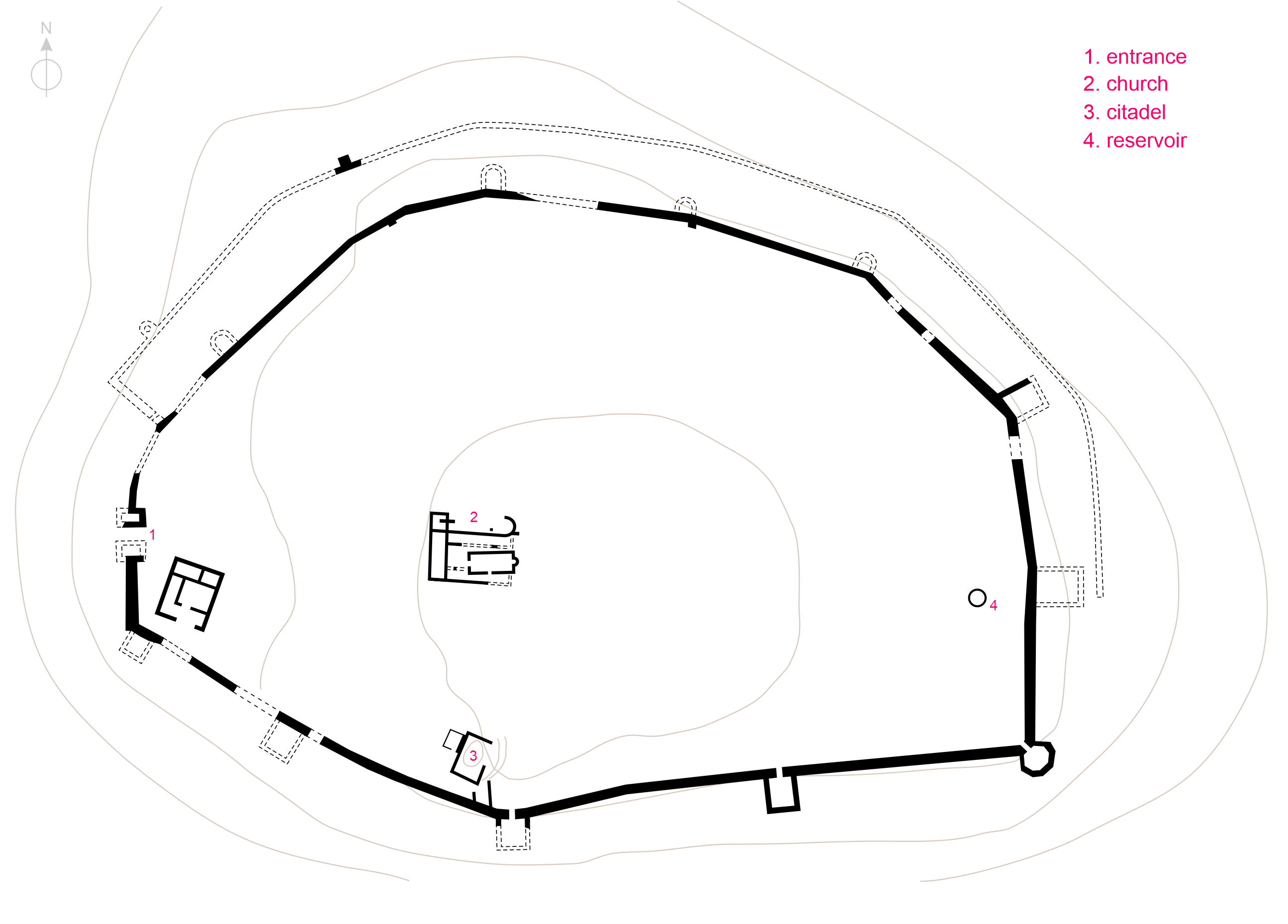
Plan twierdzy

Teren twierdzy obejmuje 26 hektarów. Łączna długość murów to 600 metrów; mury wznosiły się na wysokość 10 metrów. Oryginalnie, twierdza miała 12 wież; do dziś przetrwało osiem z nich. 
W trakcie prac archeologicznych na terenie twierdzy odkryto dwa kościoły i nekropolię z 15 grobami. Wśród znalezionych artefaktów znajduje się ceramika, monety, naczynia do destylacji alkoholu i przedmioty użytku codziennego. Przedmioty te są przechowywane w muzeum historycznym w Iwajłowgradzie. 